# Heinkel HD 28
Гейнкель HD 28 (нім. Heinkel HD 28) — тримісний розвідувальний гідролітак створений компанією Heinkel для Імперського флоту Японії. Літак мав амбітний дизайн і мав використовуватись для дальньої розвідки, але через проблеми з двигуном серійно не виготовлявся.

## Історія
Heinkel розробив три різні дизайни гідроплана — HD 25, HD 26 і HD 28 і палубний літак HD 23 для Імперського флоту Японії в середині 1920-их років. HD 28 мав виконувати роль дальнього розвідника, і був одним з найамбітніших проєктів німецької компанії, маючи потужний 18-ти циліндровий W-подібний двигун Lorraine-Dietrich потужністю 650 к.с, чотирьох-лопастний гвинт і великі паливні баки, яких мало б вистачити на 9 годин польоту. На відміну від більшості літаків цього часу HD 28 мав каркас з сталевих труб, тканинне покриття і закріплені на дротах крила, які могли складатися вперед. Екіпаж розміщувався в відкритих кабінах розміщених тандемно.
Японський флот мав великі очікування від цього літака присвоївши йому назву Тримісний розвідувальний гідроплан Тип 2 (яп. 二式三座水上偵察機, Ні-шікі Санза Суіджьо: Тейсацукі), але через проблеми з двигуном HD 28 та і не досягнув вимог флоту. Крім того огляд з кабіни був поганим, тому флот відмовився від літака в 1928 році. Інженери Aichi під керівництвом Тецуо Мікі намагались врятувати проєкт, замінивши двигун на слабший і надійніший японський двигун Nakajima Jupiter потужністю 450 к.с. Втрата потужності вимагала зменшення маси і розмірів літака, паливні баки було переміщено з фюзеляжу в верхнє крило, що дозволило змістити кабіну вперед, а також було вкорочено нижнє крило. Проте це не сильно покращило ситуацію, теоретичні розрахунки показали, що неможливо зменшити вагу настільки, що б досягти вимог флоту і редизайн закинули в 1929 році. Тим не менше дизайнерські рішення використані в HD 28 пізніше були використані в літаках Aichi AB-5 і AB-6.

## Тактико-технічні характеристики

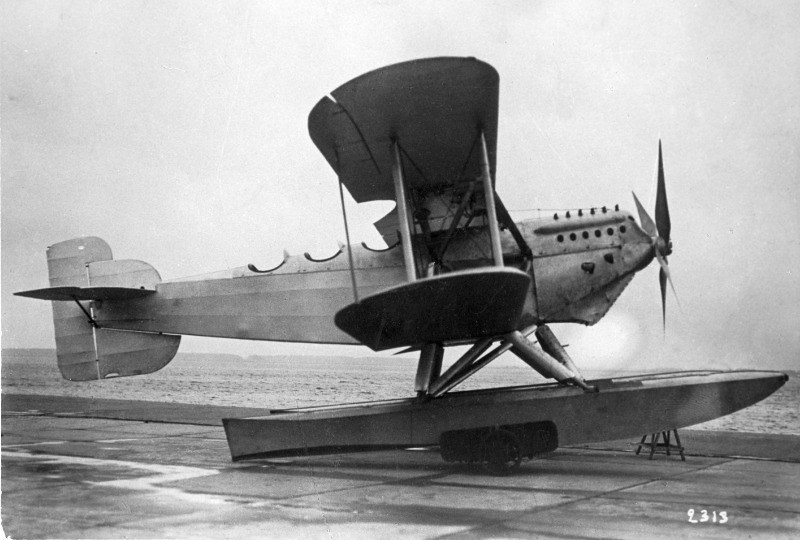

Дані з Japanese Aircraft 1910—1941

### Технічні характеристики
- Екіпаж: 3 особи
- Довжина: 10,95 м
- Висота: 4,17 м
- Розмах крил: 15 м
- Площа крил: 59,5 м
- Маса пустого: 2365 кг
- Злітна маса: 3850 кг
- Навантаження на крило: 64,7 кг/м²
- Двигун: 18-ти циліндровий W-подібний двигун Lorraine-Dietrich водяного охолодження
- Потужність: 650 к. с.
- Гвинт: чотирилопатевий дерев'яний гвинт

### Льотні характеристики
- Максимальна швидкість: 202 км/год (на рівні моря)
- Крейсерська швидкість: 150 км/год
- Швидкість приземлення: 96 км/год
- Час набору висоти 3000 м: 19 хвилин 24 секунд
- Практична висота: 4500 м

### Озброєння
- Стрілецьке:
  - 2 × 7,7-мм курсові кулемети
  - 1 × 7,7-мм кулемет в турелі спостерігача
- Бомбове:
  - 2 × 110 кг бомби